# Howard Wilkinson
Howard Wilkinson (Sheffield, 13 novembre 1943) è un ex calciatore e allenatore di calcio inglese, di ruolo centrocampista.

## Biografia
Suo figlio Ben è stato, a sua volta, un calciatore professionista (ha giocato per una stagione nella prima divisione scozzese e in vari club delle serie minori inglesi).

## Palmarès

### Giocatore
- Northern Premier League: 3

Boston United: 1972-1973, 1973-1974, 1976-1977
- Northern Premier League Challenge Cup: 2

Boston United: 1973-1974, 1975-1976
- Northern Premier League Challenge Shield: 3

Boston United: 1973-1974, 1974-1975, 1976-1977
- Non-League Champions of Champions Cup: 3

Boston United: 1972-1973, 1973-1974, 1976-1977
- Eastern Professional Floodlit Cup: 1

Boston United: 1971-1972
- Lincolnshire Senior Cup: 1

Boston United: 1976-1977
- Eastern Professional Floodlit Cup: 1

Boston United: 1971-1972

### Allenatore
- Northern Premier League Challenge Cup: 1

Boston United: 1975-1976
- Campionato inglese: 1

Leeds United: 1991-1992
- Campionato inglese di seconda divisione: 1

Leeds United: 1989-1990
- Charity Shield: 1

Leeds United: 1992

### Individuale
- Panchina d'argento: 1

1991-1992